# Reichskommissariat Kaukasus
Reichskommissariat Kavkaz (njem.:Reichskommissariat Kaukasien) u doslovnom prijevodu: Reichovo povjerenstvo za Kavkaz) je za vrijeme Drugog svjetskog rata bila planirana administrativna uprava Trećeg Reicha u Istočnoj Europi i Sjeverozapadnoj Aziji.
U sastav Reichskommissariata Kavkaza su trebali biti uključeni Gruzijska SSR, Armenska SSR, Azerbajdžanska SSR i dijelovi Ruske SSR. Teritorij se planirao podijeliti na generalne kotare. Središte administracije je trebalo biti Tbilisi. Područje je trebalo biti pod upravom Ministarstva za okupirana istočna područja na čelu s Alfredom Rosenbergom.
Predstavnika vlasti je trebao biti Arno Schickedanz.